# Azumi Kawashima
Pour les articles homonymes, voir Kawashima.
Azumi Kawashima (川島和津実, Kawashima Azumi), née le 8 août 1979 à Tokyo au Japon est une Idole japonaise et une actrice du film pornographique (ou idole de la vidéo pour adultes).
Kawashima est connue en tant que gravure princess lorsqu'elle commence une carrière dans l'industrie du film pornographique en décembre 1998. Elle est une des AV Idols les plus en vue vers le mois de mai 1999 et « l'idole de la vidéo pour adultes numéro 1 » dès le mois d'août,

## Biographie et carrière
Azumi Kawashima est née le 8 août 1979 à Tokyo, Japon. Elle aime marcher et nager. Elle devient une des actrices favorite parmi les inconditionnels de la vidéo pornographique; principalement en raison de « sa beauté classique, élégante et racée ». Elle ne tourne pas de pornographie extrême ou autres vidéos du même genre. Son premier tournage, Promise, paraît au mois de décembre 1998 sous la marque Try-Heart Corporation's Sexia,. En janvier 1999, Kawashima interprète le rôle principal de Naive, une vidéo éditée par Shy. Son film suivant pour Sexia intitulée I Want To Hold You (février 1999) est un drame tourné vers le sexe. Retour chez Shy pour Natural parue au mois d'avril 1999. Cette vidéo, jugée comme étant bien interprétée avec de fortes scènes de sexe, met en scène des bandits et un complot fomenté envue d'un assassinat.
Kawashima succède à la populaire Haruki Mizuno dans la série Pretty Wife publiée par Sexia. Elle fait son entrée dans le septième épisode intitulé Dangerous Love Triangle paru en mai 1999. Elle joue le rôle d'une victime de sa méchante belle-mère. Cette dernière, espérant soustraire son fils à l'influence de sa femme qu'elle pense être démoralisante, loue les services de deux hommes pour la violer. Elle croit que le fait pour son fils d'être le témoin de la scène, l'amènera à divorcer. La vidéo se termine sur le réveil de la belle-mère qui se rend compte que tout cela n'était qu'un rêve qu'elle prend néanmoins pour un message lui enjoignant de quitter la maison de son fils. ActionJAV juge cette vidéo comme « Another great action packed movie performed by the legendary Azumi Kawashima »,,.
Moins d'un an après les débuts de Kawashima, sa popularité incite Sexia à faire paraître une vidéo rétrospective, Azu-mi-x, qui renferme des scènes tirées de sa première vidéo à côté de nouvelles. ALL STARS: Erotic Lips Selection, une vidéo de Sexia parue de février 2000, regroupe plusieurs actrices. Kawashima y côtoie son ancienne collègue de Pretty wife Haruki Mizuno. Une seconde rétrospective intitulée Azu-mi-x II: Wazumi's Filmography est mise sur le marché au mois de Septembre 2000 dans une édition collector. Memory suivie de Complete Azumi Kawashima, parue en juillet 2003, seront les dernières vidéos de Kawashima,.
En plus de sa filmographie, Kawaqshima a posé pour neuf albums-photos parus entre 1999 et 2003 et tourné pour le V-cinema un film d'horreur Demon Killer ou Junreiki 殉霊鬼（じゅんれいき) réalisé par Seki Akitsugu dans lequel six hommes et femmes occupant une villa sont attaqués par un tueur,

## Filmographie (sélective)
| Titre de la vidéo                                                                                                 | Producteur Code d'identification | Réalisateur       | Parution          |
| --- | -------------------------------- | ----------------- | ----------------- |
| Promise/Appointment 約束                                                                                          | Try-Heart/Sexia SEA-081          | Greate Kazu       | 18 décembre 1998  |
| Naive 純真 | Shy シャイ企画 FE-409            | Takehiro Yasuda   | 31 janvier 1999   |
| I Want To Hold You 抱きしめたい                                                                                   | Try-Heart/Sexia SEA-092          | Shion Kageura     | 26 février 1999   |
| Genuine"/"Purity 生粋                                                                                             | Shy FE-418                       | Kunihiro Hasegawa | 23 mars 1999      |
| Natural | Shy FE-425                       | Hitoshi Mochinaga | 30 avril 1999     |
| Pretty Wife 7, Dangerous Love Triangle プリティワイフ７ あぶない三角関係                                          | Try-Heart/Sexia SEA-105          | Makoto Nimekoji   | 21 mai 1999       |
| Memories | Shy FE-433                       | Hitoshi Mochinaga | 18 juin 1999      |
| Azu-mi-x あづ・みっ・くす Compilation associée à quelques nouvelles scènes                                        | Try-Heart/Sexia SEA-121          | Futoshi Sakura    | 14 août 1999      |
| SEXIA COLLECTION 1999 セクシアコレクション 1999 Avec Haruna Miwa, Kaori Shimizu, Mika Sanada & Ryo Aihara         | Try-Heart/Sexia SEA-143          | Ebisu The Great   | 10 décembre 1999  |
| ALL STARS: Erotic Lips Selection Compilation avec d'autres actrices                                               | Try-Heart/Sexia SEA-153          | Ebisu The Great   | 18 février 2000   |
| Last Kiss | Sexia/Kasakura KAN-014           |                   | 19 mai 2000       |
| 10th. Anniversary The SHY History M&A Avec Momo Aida                                                              | Shy FEDX-009                     |                   | 26 juin 2000      |
| Azu-mi-x II: Wazumi's Filmography Compilation video                                                               | Try-Heart/Sexia SEA-185          | Goody             | 22 septembre 2000 |
| Forever | Shy FEDV-048                     |                   | 3 mars 2001       |
| Pretty Wife Remix プリティワイフ Re-mix Avec Izumi Morino, Konomi Katori, Ryo Aihara, Yuka Asato & Yuuna Miyazawa | Try-Heart/Sexia SEA-215          |                   | 31 mai 2001       |
| Return | Shy FE-622                       |                   | 27 septembre 2001 |
| OFFSIDE: The Best Selection Compilation avec 15 autres actrices                                                   | Raising Company/Off Side OSD-060 |                   | 12 décembre 2001  |
| Complete Azumi Kawashima コンプリート 川島和津実                                                                  | Raising Company/Off Side OSD-108 |                   | 10 juillet 2003   |
| Memory: Azumi Kawashima 記憶 川島和津実                                                                           | Try-Heart/Sexia SEA-332          | Mark Spell        | 19 juillet 2003   |